# Pierre Morel
Pierre Morel (n. 12 mai 1964) este un regizor de film și director de imagine francez, cunoscut mai ales pentru realizarea filmelor District 13, From Paris with Love și Taken,

## Filmografie

### Ca director de imagine
- 2002: The Transporter
- 2003: Something's Gotta Give (second unit, Paris)
- 2005: Unleashed
- 2006: Love and Other Disasters
- 2006: Arthur and the Minimoys (models)
- 2007: War

### Ca regizor
- 2004: District 13
- 2009: Taken
- 2010: From Paris with Love
- 2014: The Gunman